# Arhiv
Arhiv (lat. arcivum, arcivium, archivum, archivium: magistrat), kao etimon javlja se i (grč. ἀρχή: početak, vrhovna vlast).

## Značenja riječi
1. ustanova,
2. zgrada,
3. arhivsko gradivo,
4. arhivski fond,
5. svi arhivski fondovi pojedine ustanove,
6. spisi nastali djelovanjem tijela državne ili javne uprave, trgovačkoga društva ili općenito neke ustrojbe.
7. ponegdje svi arhivski fondovi i zbirke pojedine države.

U znanosti danas prevladava prvo značenje u smislu ustanova koje tvore arhivsku službu na određenome području, najčešće državnom. Ostala značenja pojavljuju se rjeđe. Ponekad nazivi znanstvenih časopisa nose naziv arhiv kao npr. Arhiv za medicinu rada.
U razgovornome jeziku često se miješa s pojmom pismohrane koja se na srpskome jeziku zove arhiva (N. jed.). U starijim tekstovima pronalaze se riječi arkiv i pismara.
Arhiv je ustanova za čuvanje, skrb, obradbu i porabu arhivskoga gradiva; nekad se ovim zadaćama pridruživao i znanstvenoistraživački rad samih arhivista, koji više ne pripada u temeljne zadaće.
Arhiv je danas, kao tijelo javne vlasti koje čuva memoriju društva (totalni arhiv) vlasnik, posjednik i skrbnik gradiva različitih stvaratelja (provenijencija), okrenut je najrazličitijim korisnicima od znanstvenika raznih područja do građana, istraživača povijesti naselja, obitelji. Najčešća istraživanja su rodoslovlja, ali i istraživanja najrazličitijih stručnjaka.
Od davnina arhivi čuvaju gradivo o vlasničkim pravima, dokazima o pravima i obvezama, privitke raznim postupcima, nastaju redovitim radom neke javne ustanove, industrijskog ili trgovačkog društva, bratovštine, bilježnika, vjerskih zajednica, obitelji, vlastelinstava, pojedinaca, građana.
Dokumenti se odlažu u pismohrane onako kako nastaju, poput geoloških slojeva, postojano, sustavno, trajno. Nisu nastali slučajno, već automatski, svakodnevnim radom neke ustanove. Ti dokumeni su u prvome redu pravni izvor i vjerodostojnost im je bitna odrednica, oni nisu nastali zbog znatiželje javnosti, već zbog obavijesti i dokaza.
U povijesti arhiva razlikuju se tri razdoblja.
- Prvo se naziva rizničnim kada se gradivo čuva pri hramovima.
- Drugo je razdoblje čuvanje gradiva pri uredima unutar upravnih sustava.
- Treće je razdoblje čuvanja unutar ustanova koje više nisu unutar upravnih sustava, već različitih stupnjeva samostalnosti.

Suvremeni razvoj informacijske tehnologije i informatičkih sustava proizvodi elektroničke dokumente, te predstavlja nov izazov arhivskoj struci.
Neki znanstvenici smatraju kako postoji arhivski interes i prije početaka pismenosti. O tome je pisao Donato Tamblé, kao prve zapise vidi ljudske genome (DNK). Također, i usmena predaja kao arhivsko gradivo za što su osobito zainteresirane afričke države, jer je u tom području svijeta zapisana usmena predaja često jedini povijesni izvor.

## Zanimljivosti
Vladari Bliskoga istoka (također Dalekoga istoka) imali su arhive, gradivo je ispisano na glinenim pločicama.
Nalazišta: Mari, Mezopotamija: babilonski grad, procvat 1. pol. 3. tisuć. pr. Kr., pripadao Amorejcima, 20000 pločica s klinastim pismom.
Amarna, Egipat: za vladanja Amenofisa IV. (1372. – 1352. pr. Kr.) 1888 pločica.
Ugarit (danas Ras Šamra: Sirija) fenički grad-država, povijest seže u 6/7 tisuć. pr. Kr.
Osim kraljevskih poznati su i gospodarski arhivi npr. Nipur, Babilonija: jedna od nastarijih banaka Svijeta koju su držali Murasi, poslovni babilonci iz 5. st. pr. Kr.
Nažalost suprotno arhivističkoj teoriji gradivo Murasa razdvojeno je i nalazi se u Carigradu, Jeni, Philadelphiji i dr. zbirkama.
U Staroj Grčkoj javljaju se doduše kasno, ali već u 4. st. pr. Kr. u Ateni postojao gotovo pravi državni arhiv smješten u Metroonu, hramu božice Kibele. Nažalost ništo nije sačuvano.

## Poveznice
- arhivalije
- arhivi u Hrvatskoj
- uredsko poslovanje
- državni arhivi: Državni arhiv BiH